# Retta di Gergonne
In geometria la retta di Gergonne, che prende il nome dal matematico francese Joseph Diaz Gergonne, è la retta prospettica
di un triangolo associata al punto di Gergonne.
Data la sua definizione, in virtù del teorema di Desargues può essere ottenuta determinando i punti di Nobbs, ovvero i punti d'intersezione dei prolungamenti delle coppie di lati corrispondenti tra il triangolo di riferimento e il triangolo individuato dai punti di contatto dell'incerchio con il triangolo stesso.
Sulla retta di Gergonne giacciono vari punti notevoli di un triangolo, tra cui il punto di Evans, in cui interseca la retta di Eulero, e il punto di Fletcher, in cui interseca ortogonalmente la retta di Soddy.